# Callum Wilkinson
Callum Wilkinson (ur. 14 marca 1997) – brytyjski lekkoatleta specjalizujący się w chodzie sportowym.
Siódmy zawodnik mistrzostw Europy juniorów z 2015. Rok później został w Bydgoszczy mistrzem świata do lat 20.
Medalista mistrzostw Wielkiej Brytanii oraz reprezentant kraju na drużynowych mistrzostwach świata i w pucharze Europy w chodzie sportowym.

## Osiągnięcia
| Rok  | Impreza                                | Miejsce    | Konkurencja              | Pozycja     | Wynik    | Reprezentacja |
| ---- | -------------------------------------- | ---------- | ------------------------ | ----------- | -------- | ------------- |
| 2015 | Puchar Europy w chodzie                | Murcja     | chód na 10 km (juniorów) | 12. miejsce | 42:49    | GBR           |
| 2015 | Mistrzostwa Europy juniorów            | Eskilstuna | chód na 10 000 m         | 7. miejsce  | 41:34,63 | GBR           |
| 2016 | Drużynowe mistrzostwa świata w chodzie | Rzym       | chód na 10 km (juniorów) | 4. miejsce  | 40:30    | GBR           |
| 2016 | Mistrzostwa świata juniorów            | Bydgoszcz  | chód na 10 000 m         | 1. miejsce  | 40:41,62 | GBR           |
| 2017 | Puchar Europy w chodzie                | Podiebrady | chód na 20 km            | 10. miejsce | 1:22:17  | GBR           |
| 2017 | Mistrzostwa świata                     | Londyn     | chód na 20 km            | 41. miejsce | 1:23:54  | GBR           |
| 2018 | Igrzyska Wspólnoty Narodów             | Gold Coast | chód na 20 km            | 7. miejsce  | 1:22:35  | ENG           |
| 2018 | Drużynowe mistrzostwa świata w chodzie | Taicang    | chód na 20 km            | –           | DNS      | GBR           |
| 2018 | Mistrzostwa Europy                     | Berlin     | chód na 20 km            | –           | DQ       | GBR           |
| 2019 | Mistrzostwa świata                     | Doha       | chód na 20 km            | –           | DQ       | GBR           |
| 2021 | Igrzyska olimpijskie                   | Tokio      | chód na 20 km            | 10. miejsce | 1:22:38  | GBR           |
| 2022 | Igrzyska Wspólnoty Narodów             | Birmingham | chód na 10 km            | 4. miejsce  | 39:06,28 | ENG           |
| 2022 | Mistrzostwa Europy                     | Monachium  | chód na 20 km            | –           | DQ       | GBR           |
| 2024 | Mistrzostwa Europy                     | Rzym       | chód na 20 km            | 9. miejsce  | 1:21:34  | GBR           |
| 2024 | Igrzyska olimpijskie                   | Paryż      | chód na 20 km            | 16. miejsce | 1:20:31  | GBR           |

## Rekordy życiowe
- chód na 20 kilometrów – 1:20:27 (2024)